# ホタピー
ホタピーは、福島県桑折町観光協会PRキャラクターである。

## 概要
福島県桑折町の観光大使。
主な活動は特産の桃のPR、蛍の保護活動。

## 歴史
- 2009年
  - 6月 - 福島市のコラッセふくしま1階福島県観光物産館の「桑折町の観光物産フェア」において着ぐるみが初披露
  - 7月 - ホタルリボンマグネット販売[1]

## プロフィール
- 性別 - 男の子
- 年齢 - 10歳
- 誕生日 - 7月1日
- 出身地 - 福島県伊達郡桑折町産ヶ沢川
- 生い立ち - 元々は普通のゲンジボタルだったが、川を流れてきた不思議な桃をひとくち食べたことでホタピーになった[2]。
- 好物 - 献上桃「あかつき」[2]
- 特技 - オシリを光らせること[2]

## キャラクターデザイン
福島県桑折町内の小学校4校より公募したデザインを元に、同町内出身の漫画家・イラストレーター宮本明彦によってキャラクター化された。
頭が桃、体が蛍になっており、背中の羽は桃の葉を模している。